# Johannes Rehmke
Johannes Rehmke, född 1 februari 1848 i Hainholz vid Elmshorn, död 23 december 1930 i Marburg, var en tysk filosof.
Rehhmke studerade filosofi och teologi i Kiel och Zürich, var professor i filosofi, pedagogik och evangelisk religionslära i Sankt Gallen 1875–83 samt professor i filosofi i Greifswald 1885–1921. Han var en av huvudrepresentanterna för den så kallade "immanenta filosofin" och intog en idealistisk ståndpunkt, men bekämpade fenomenalismen. Det givna existerar, oavhängigt av det enskilda subjektet, som innehåll i ett universellt, gudomligt medvetande. Rum och tid är beståndsdelar hos tingen. Själ och kropp står i växelverkan. År 1919 bildades Johannes Rehmke-Gesellschaft, vilket utgav skrifter.